# Marat (Vorname)
Marat (russisch Марат) ist ein fast ausschließlich auf dem Gebiet der ehemaligen Sowjetunion gebräuchlicher männlicher Vorname. Er ist die tatarische Version des Vornamens Murad.

## Namensträger
- Marat Robertowitsch Apschazew (* 2001), russischer Fußballspieler
- Marat Beketajew (* 1977), kasachischer Jurist und Politiker
- Marat Bikmayev (* 1986), usbekischer Fußballspieler tatarischer Herkunft
- Marat Bystrow (* 1992), kasachischer Fußballspieler
- Marat Chairullin (* 1984), russisch-kasachischer Fußballspieler
- Marat Schakirsjanowitsch Chusnullin (* 1966), russischer Politiker
- Marat Dewjatjarow (* 1994), ukrainischer Tennisspieler
- Marat Dzhumaev (* 1976), usbekischer Schachspieler
- Marat Saidowitsch Ganejew (* 1964), russischer Radrennfahrer
- Marat Alexandrowitsch Gelman (* 1960), russisch-israelischer Galerist
- Marat Nailewitsch Ismailow (* 1982), russischer Fußballspieler tatarischer Herkunft
- Marat Natfulowitsch Kalimulin (1988–2011), russischer Eishockeyspieler
- Marat Kasej (1929–1944), sowjetischer Partisan und Kindersoldat aus Weißrussland
- Marat Khaydarov (* 1990), usbekischer Zehnkämpfer
- Marat Kogut (* 1979), US-amerikanischer Basketballschiedsrichter ukrainischer Abstammung
- Marat Anatoljewitsch Makarow (1963–2023), russischer Schachspieler und -trainer
- Marat Fachrislamowitsch Murtasin (* 1957), Persönlichkeit des Islam in der Russischen Föderation
- Marat Nyýazow (1933–2009), sowjetischer Sportschütze
- Marat Ospanow (1949–2000), kasachischer Politiker
- Marat Michailowitsch Safin (* 1980), russischer Tennisspieler
- Marat Satybaldijew (* 1962), sowjetischer Radrennfahrer
- Marat Schachmetow (* 1989), kasachischer Fußballspieler
- Marat Schaparow (* 1985), kasachischer Skispringer
- Marat Dschaudatowitsch Scharipow (* 2002), russischer Tennisspieler
- Marat Täschin (* 1960), kasachischer Diplomat und Politiker
- Marat Tasmaghanbetow (* 1971), kasachischer Politiker
- Marat Yunusov (* 1940), usbekischer Chemiker